# Karl Mücke
Karl Emil Mücke, auch Carl Mücke (* 13. März 1847 in Düsseldorf; † 27. April 1923 ebenda), war ein deutscher Genre- und Tiermaler der Düsseldorfer Schule.

## Leben

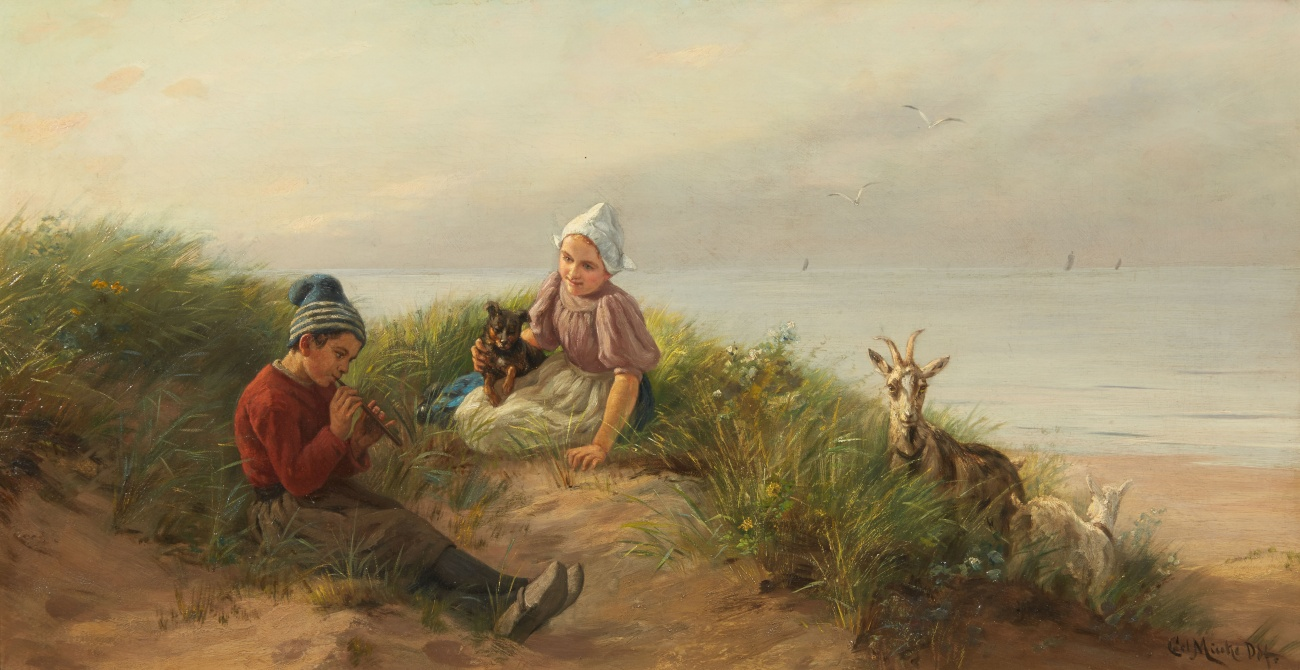
Spielende Kinder am Strand mit Hund und Ziegen

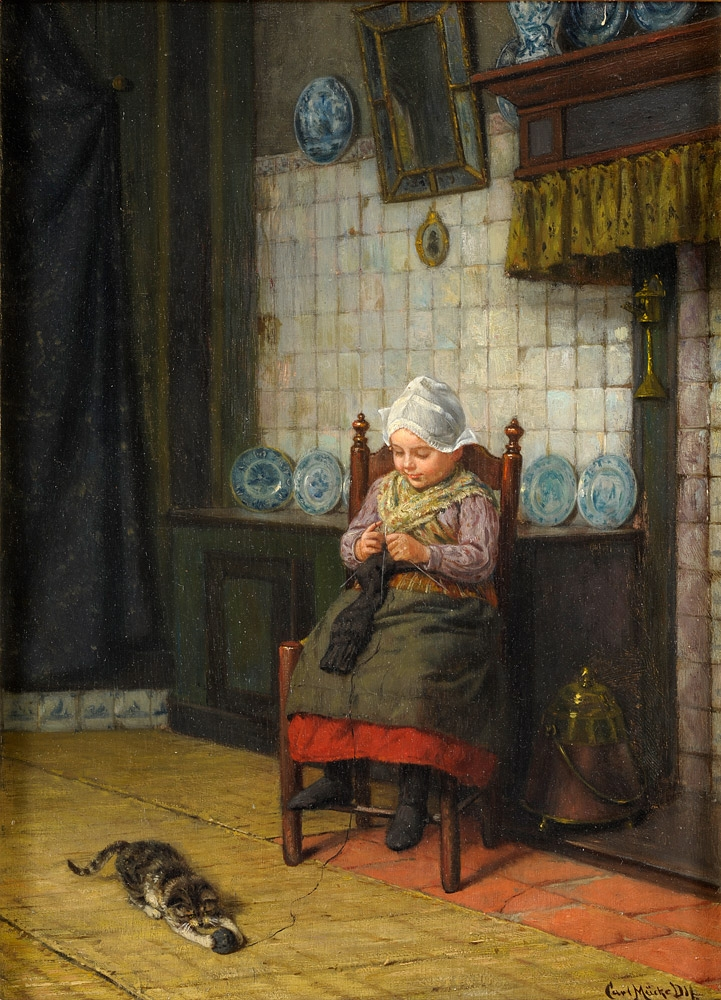
Früh übt sich

Mücke wurde als Sohn des Malers Heinrich Mücke in Düsseldorf geboren. Seit 1844 war sein Vater Lehrer für Anatomie an der Kunstakademie Düsseldorf, ab 1848 Professor. An der Akademie des Vaters, wo dieser noch bis 1867 unterrichtete, studierte Mücke von 1863 bis 1870. Danach war er eine Zeit lang Privatschüler des Genremalers Wilhelm Sohn. Dessen Cousin Karl Rudolf Sohn, der ebenfalls dort Privatschüler war, malte 1875 ein Porträt Mückes. Wie der Vater und fast alle anderen Kunstmaler Düsseldorfs trat Mücke dem Künstlerverein Malkasten bei. Von den 1870er Jahren bis etwa 1890 hielt er sich oft in den Niederlanden auf, von 1877 bis 1888 im nordholländischen Volendam, wo er die Motive fand, die für seine Malerei charakteristisch waren: Genredarstellungen von Holländern in Situationen des täglichen Familienlebens, oft von Frauen und Kindern in Trachten, in Gesellschaft von Katzen und Hunden, in altniederländischen Interieurs oder am Meer. Mückes Werke waren unter anderem auf Ausstellungen in Düsseldorf, München und Berlin vertreten. 1889 wohnte er in der Rethelstraße 29 in Düsseldorf-Düsseltal.

## Werke (Auswahl)
- Spielende Kinder am Strand mit Hund und Ziegen
- Früh übt sich
- Warten auf den Liebsten
- Mutterglück vor dem Kamin
- Plauderei vor dem Bauernhof, zusammen mit Ludwig Fay
- Die Heimkehr, 1896, zusammen mit Ludwig Fay